# Джата Чода Бхіма
Джата Чода Бхіма (*д/н — бл.  1002) — магараджа держави Східних Чалук'їв.

## Життєпис
Походив з клану Телугу-Чода. Онук за материнською лінією магараджи Чалук'я Бхіми III. 970 року виступив проти магараджи Данарнави, що повалив Амму II, швагера Джата Чода Бхіми. 973 року здобув перемогу, захопивши владу. Сини Данарнави — Шакті-варман і Вімаладітья втекли до держави Чола.
Проводив активну зовнішню політику, здобувши перемоги над державами Анга, Калінга Східних Гангів, Вайдумба, відновивши давні кордони держави від гори Махендрагірі (на півночі) до Канчіпурама, від Бенгальської затоки на сході до кордонів Західних Гангів на заході.
У 999 році проти нього виступив паракесарі Раджараджа Чола I, що оголосив про боротьбу з узурпатором Джата Чода Бхімою на боці синів законого володаря Данарнави. Того ж або наступного року Бхіма зазнав поразки. Новим магараджею став Шакті-варман I. Джата Чода Бхіма продовжував боротьбу до 1002 року.